# Rosemary Sutcliff
Rosemary Sutcliff CBE (East Clandon, 14 de dezembro de 1920-Walberton, 23 de julho de 1992), foi uma escritora britânica conhecida pelas suas obras de literatura juvenil, principalmente romances históricos.
Nascida numa pequena comunidade ao sudeste da Inglaterra, Sutcliff era filha de um oficial da Armada britânica, cuja atuação militar obrigou a família a viver em diferentes lugares. Ela sofreu, desde muito jovem, de artrite idiopática juvenil, doença que lhe fez ter uma infância e adolescência solitárias.
Ainda durante sua formação mostrou que poderia ter uma bem-sucedida carreira como pintora de miniaturas, com pouco mais de vinte anos iniciou na atividade literária escrevendo algumas novelas para desfrute pessoal. Um conhecido enviou um dos seus manuscritos a uma editora que, depois, mostrou interesse por seu trabalho, iniciando assim a sua longa trajetória literária profissional.
Sua obra foi composta majoritariamente por novelas históricas dirigidas ao público juvenil, ainda que a sua temática e estilo tenham atraído leitores de todas as idades. As tramas das suas novelas se desenvolvem principalmente nas ilhas britânicas e de maneira destacada, durante o chamado período romano. A sua obra mais conhecida, A águia da nona legião, é baseada nas lendas sobre a Legio IX Hispana ("Nona legião Hispânica"), e foi levada ao cinema em 2011, com o título The Eagle (A legião da águia, em Portugal e A Legião perdida, no Brasil).
Sutcliff publicou mais de cinquenta obras ao longo da sua vida, das quais só uma pequena parte foi traduzida ao português. Além de novelas históricas, também escreveu algumas versões atualizadas de conhecidas lendas clássicas, bem como ensaios e contos ilustrados.
Vários dos seus livros foram reconhecidos com prêmios relevantes, entre os que destaca a medalha Carnegie, com a que foi baseada a novela The Lanterne Bearers (publicada em espanhol com os títulos Os guardiães da luz e Aquila, o último romano). A título pessoal, foi reconhecida no seu país com a nomeação da Ordem do Império Britânico por suas contribuições no campo da literatura juvenil.

## Biografia

### Primeiros anos

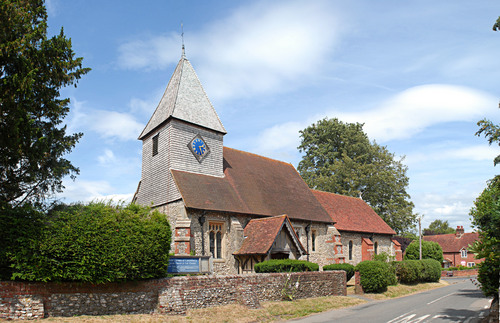
Igreja da pequena localidade de East Clandon, lugar de nascimento de Rosemary Sutcliff.

Rosemary Sutcliff nasceu dois anos após o término da I Guerra Mundial, a 14 de dezembro de 1920, vindo ao mundo na pequena localidade de East Clandon dentro do condado de Surrey ao leste de Inglaterra. Já em idade adulta afirmaria que não lhe agradava muito a circunstância de ter nascido nessa região e que se sentia mais unida ao lado mais a oeste do país.
Foi filha única.  Seu pai, George Ernest Sutcliff, era um oficial da Armada Britânica, apesar de proceder de uma família sem tradição militar. A sua mãe, Elizabeth Sutcliff —nascida Lawton— tinha permanecido no Reino Unido enquanto sua família emigrou à Índia para trabalhar na construção de caminhos-de-ferro.
A profissão do seu pai estava sujeita a contínuas mudanças de destino e obrigou a família a mudar de residência em várias ocasiões para viver junto a diferentes bases navais britânicas. O lugar onde Rosemary passou mais tempo durante este período da sua vida foi na ilha de Malta. Finalmente, depois deste período, a família pôde viver de uma maneira mais permanente no norte de Devon. Esta circunstância, de não poder permanecer muito tempo no mesmo lugar, dificultou a escolarização da pequena Rosemary, que inicialmente foi educada em casa e não aprendeu a ler até após os nove anos.
A sua mãe encantavam-lhe as novelas históricas bem como as lendas nórdicas, celtas e saxônicas, o que fez que habitualmente lesse à filha livros com esta temática. Isto não foi empecilho para que também lhe impusesse uma férrea disciplina e que Rosemary desenvolvesse uma relação difícil com ela. Com tudo, já maior, reconheceu ter-se sentido muito querida pelos seus pais e os ter apreciado sinceramente, apesar de não ter podido falar com eles sobre uma boa parte de seus problemas e sentimentos pessoais.

### Educação e início de sua etapa profissional

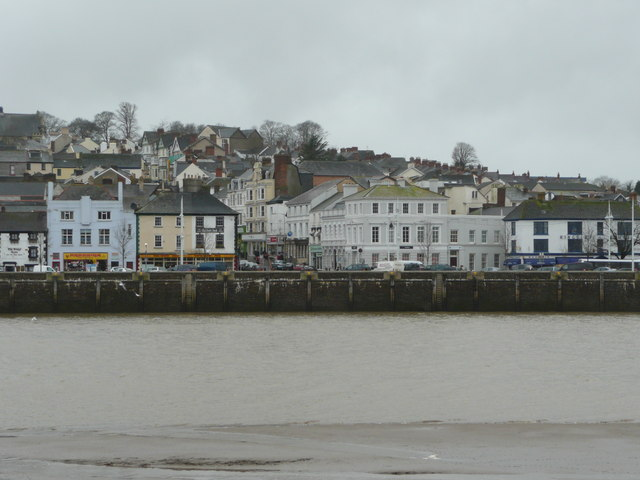
Panorama de Bideford, cidade onde Rosemary Sutcliff estudou na sua escola de arte.

Sua educação da forma tradicional foi iniciada mais tarde do que o normal, somente com nove anos ingressou na escola feminina de Chatham, local portuário, para onde tinha sido transladado seu pai. Quando entrou na escola ainda não sabia ler e ficou a cargo de uma amável professora de idade avançada, chamada Amelia Beck. Apesar do seu curto período de estudo, conseguiu finalizar a educação obrigatória em 1934 com catorze anos e com mérito. Posteriormente ingressou na escola de arte da cidade portuária de Bideford, onde estudou três anos e onde lhe recomendaram especializa-se na pintura de miniaturas. Com dezoito anos viveu o início da II Guerra Mundial, durante a qual seu pai serviu como comandante de grupos de transporte. Pouco depois, em 1940, realizou a sua primeira exposição na Royal Academy e uma vez finalizada a mesma, foi eleita membro da Royal Society of Miniature Painters.

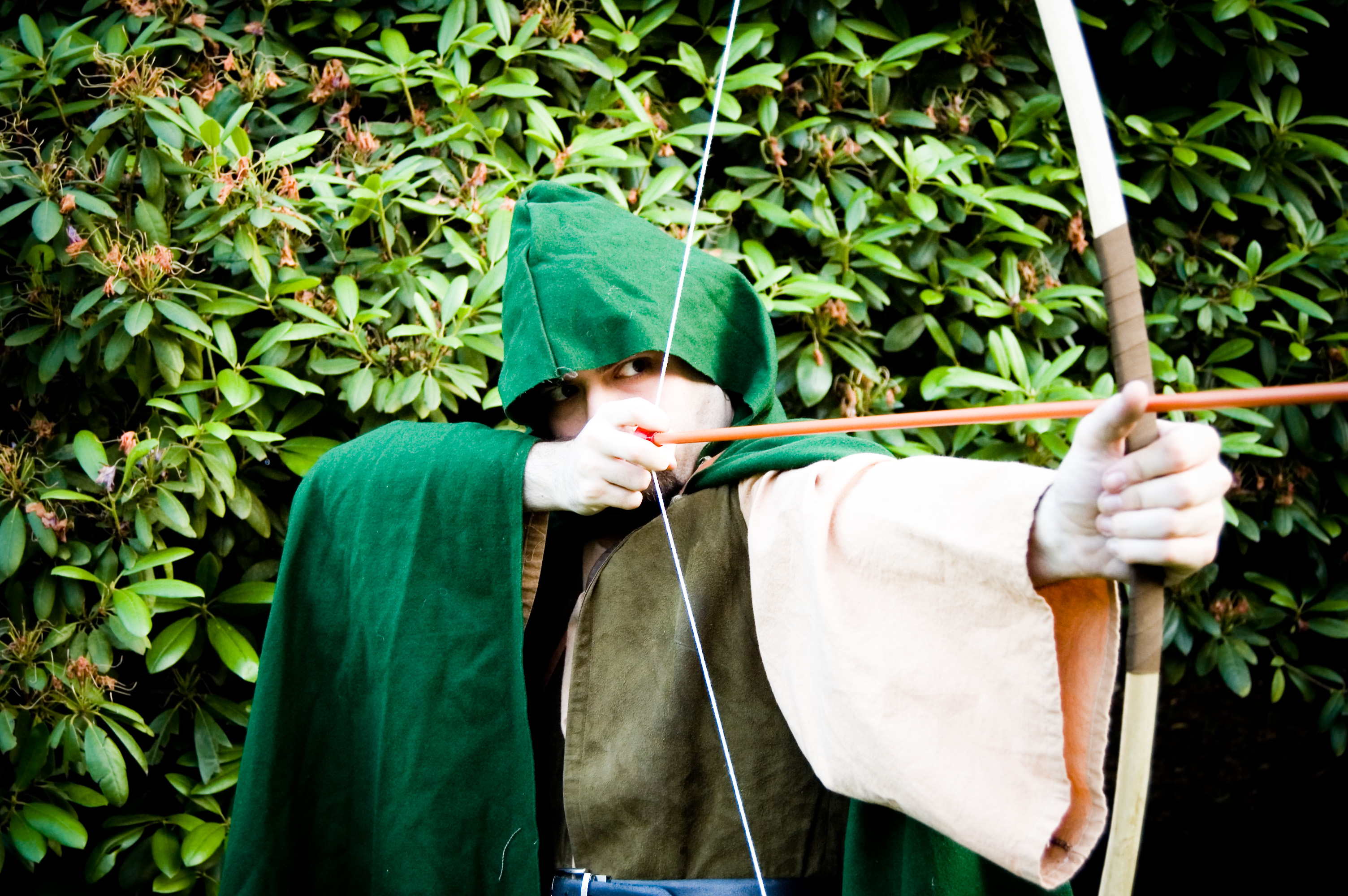
O primeiro livro publicado de Rosemary Sutcliff foi uma versão da lenda de Robin Hood.

Foi durante esse período que Rosemary iniciou a escritura de livros, já que estava um pouco cansada da pintura de miniaturas. Sua primeira obra — Wild Sunrise — trata sobre um líder britânico durante a invasão romana da Britânia. O texto, hoje perdido, não foi de seu agrado porque considerou que tinha ficado muito mal escrito. Após este trabalho inicial seguiu-se uma novela ambientada no século XIX, bem como uma recompilação de lendas celtas e saxônicas. Estes primeiros escritos foram produzidos para si mesma, sem procurar sua publicação. Enviou cópias para um amigo para ver o que ele acharia do material — um coronel do exército — e ele as entregou, sem lhe dizer nada, a um conhecido cuja esposa trabalhava em Oxford University Press. Assim, para surpresa de Rosemary, um dia recebeu uma carta desta editora lhe informando que recusavam a sua publicação, mas lhe pediam que escrevesse uma versão para meninos da história de Robin Hood, a qual, com o título de The Chronicles of Robin Hood, conseguiu em 1950 ser o seu primeiro livro publicado.
Enquanto escrevia esta obra, trabalhou ao mesmo tempo numa história sobre a rainha Isabel I que também foi do agrado dos editores e também foi publicada. Sutcliff ainda não tinha desenvolvido o seu estilo particular e ambas publicações passaram relativamente desapercebidas em um primeiro momento. O mesmo aconteceu com os dois livros que publicou nos anos seguintes — 1951 e 1952 —. Não foi até 1953, em que sua obra Simon, ambientada na Guerra Civil Inglesa, conseguiu ter uma boa recepção por parte da crítica. No ano seguinte foi publicado o que seria o seu trabalho mais conhecido: The Eagle of the Ninth (A águia da nona legião), um livro sobre a busca de uma legião romana desaparecida ao norte da Muralha de Adriano, com uma trama baseada na amizade e as lealdades em conflito. Esta obra foi a que lhe lançou à fama e a primeira de uma série ambientada na Britânia romana da que um título posterior, The Lantern Bearers, conseguiu ganhar em 1959 a medalha Carnegie.

### Vida adulta
Pouco depois do final da segunda guerra conheceu um antigo oficial da R.A.F. chamado Ruphert que estava afetado pela fadiga de combate e com quem manteve uma relação de dois anos. Essa pessoa estava casada e Rosemary finalizou a relação ao descobrir que aquele tinha iniciado um romance com outra mulher, com a que finalmente contraiu casamento depois de se divorciar de sua primeira esposa. Contudo, durante os anos 1970 quando Sutcliff já era uma reconhecida escritora, voltou a encontrar-se com ele. Numa entrevista à BBC afirmou que a sua própria família não estava a favor de que contraísse casamento e que nem ela nem o seu possível noivo se viram com capacidade para fazer frente a esta rejeição.
A sua mãe faleceu na década de 1960, depois do que Rosemary e seu pai se mudaram para viver no campo perto de Sussex, num área onde também se encontrava Bateman’s, o sítio onde Rudyard Kipling viveu grande parte de sua vida. Permaneceu nesse lugar durante vários anos, até que, depois da morte do seu progenitor a princípios dos anos 1980, mudou-se finalmente para uma pequena localidade de Walberton, perto de Arundel. Nesta sua última residência, viveu acompanhada de uma ama de companhia e dois cães chihuahuas. Nela recebeu visitas de familiares e amigos, bem como de grupos de meninos da escola local com quem gostava de conversar. Igualmente, implicou-se na vida deste pequeno povoado e foi ajudada pelos seus vizinhos quando precisou. Com motivo da morte de um de seus cães, Sutcliff revelou uma verdadeira crença na reencarnação, já que se negou a ter outro até passados uns anos, com a esperança de que o novo cão fosse uma reencarnação do falecido. Neste sentido, atribuem-se-lhe declarações afirmando que uma das causas pela que alguns autores se sentiam especialmente atraídos por uma determinada época histórica era que tinham vivido outra vida anterior nela e por isso lhes resultava familiar.
Faleceu repentinamente em 23 de julho de 1992. Nesses dias estava a terminar a sua obra Sword Song; de facto, esteve a trabalhar no livro a mesma manhã do dia da sua morte.

## Doença
Rosemary Sutcliff foi diagnosticada com Artrite idiopática juvenil à idade de dois anos. Esta afecção provocou que ficasse impedida de muitas formas durante a vida e a obrigou a ter que usar uma cadeira de rodas. Também teve que suportar um bom número de intervenções cirúrgicas e longas estadias em diferentes hospitais e, além disso, um efeito secundário da sua doença foram as alucinações que sofreu devido ao arsénico contido em algum dos medicamentos que lhe foram prescritos e fornecidos.
Durante uma das suas convalecências, sendo menina, encontrou na biblioteca do hospital o livro Emily of New Moon (Emily da Lua Nova) da autora canadiana Lucy Maud Montgomery.  Esta obra, que tratava de uma menina órfã que luta por se tornar escritora, foi recordada posteriormente por Rosemary como uma de suas mais importantes leituras.
Já em idade adulta afirmou que, apesar de a profissão de escritora ter-se desenvolvido bem, sentia-se impedida, uma vez que sua temática de novela histórica lhe obrigava a um trabalho prévio de documentação em bibliotecas e arquivos com difícil acesso a pessoas em cadeira de rodas. Esta dificuldade de movimento de Rosemary teve, no entanto, como consequência o desenvolvimento de um grande sentido da observação. A autora reconheceu que os padecimentos causados por sua doença foram inspiração de várias das suas obras e, nesse sentido, considera-se que o elemento de conseguir ir adiante e triunfar sobre o sofrimento e as feridas, foi central no desenvolvimento de alguns dos seus personagens.
A sua doença conduziu-a a passar uma infância e juventude solitárias, período em que as únicas companhias que teve foram seus pais.  Rosemary considerava que estes, também foram umas pessoas encerradas em si mesmas e não compreenderam que uma criança e adolescente precisa de outras pessoas da sua mesma idade e nunca permitiram que a sua filha convidasse a sua casa os poucos amigos que tinha.
Esta infância numa solidão marcada pela doença e a deficiente escolarização têm sido consideradaa pelo autor Alan Garner como elementos comuns em vários escritores de novela juvenil. Com tudo, apesar da que sua incapacidade foi aumentando ao longo dos anos, Rosemary conseguiu fazer viagens ao estrangeiro, em especial à Grécia, lugar que era muito querido para ela e em cujo período clássico ambientou algumas das suas novelas.

## Produção literária

### Método de trabalho

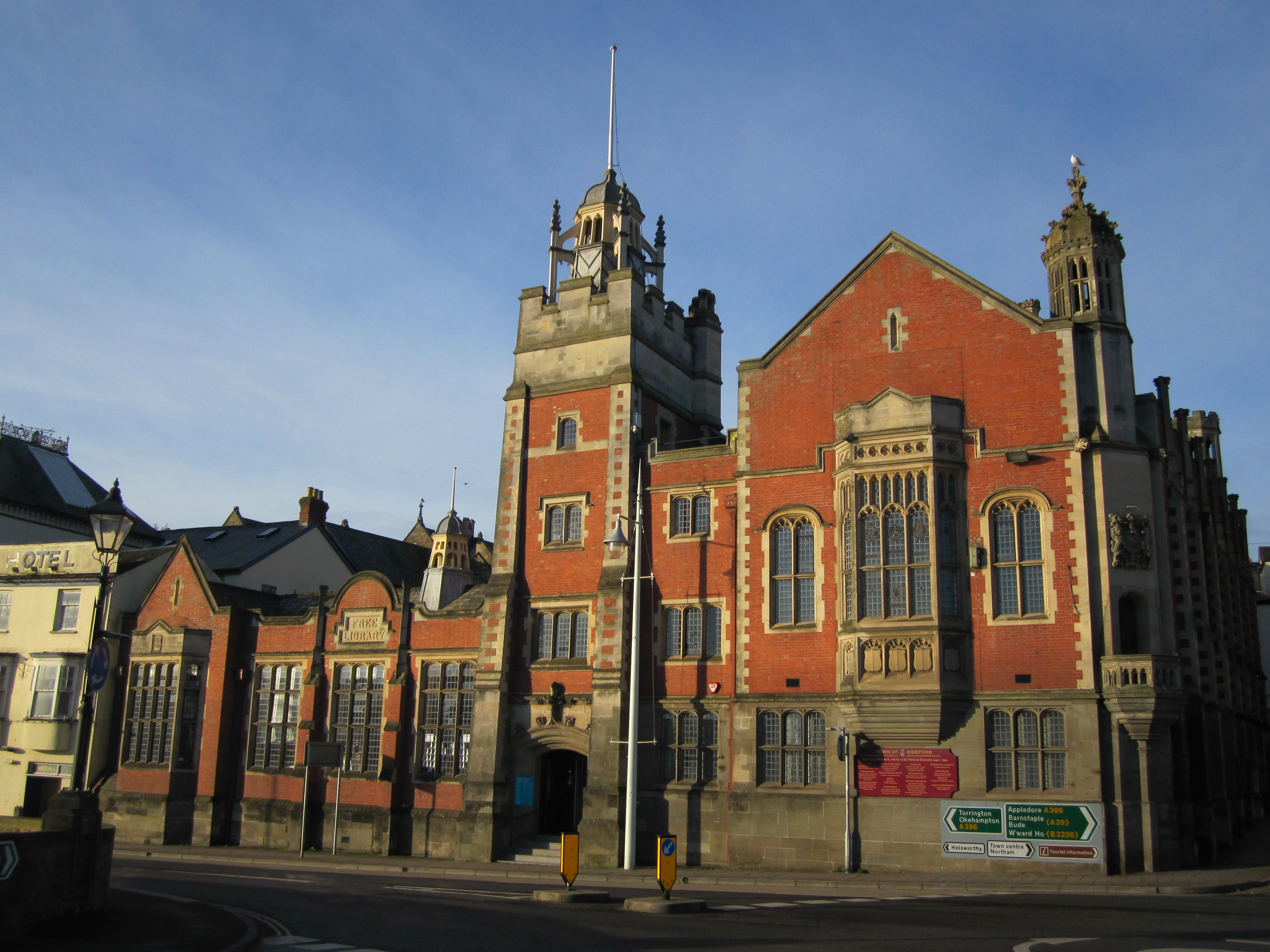
Biblioteca de Bideford. Sutcliff costumava visitar bibliotecas para documentar-se bem sobre a época histórica de suas novelas bem como as personagens reais que apareciam nas mesmas.

Rosemary escrevia constantemente — uma média de 1800 palavras diárias — pelo que costumava trabalhar desde meia manhã até o anoitecer. Redigia os seus rascunhos manualmente para o que se valia de esferográficas especiais com corpo grosso e macio que se adaptassem bem à sua mão com Osteoartrite. Escrevia utilizando uma letra pequena e bem legível. Não procurava uma extensão determinada dos seus livros e cada história precisava o seu próprio tempo para se desenvolver e chegar à sua conclusão.
Ela mesma afirmava que para criar as suas histórias não partia de uma trama preconcebida, senão meramente de uma ideia particular que lhe vinha à cabeça. Sobre esta ideia desenvolvia um tema que demarcava numa cena inicial e um acontecimento final entre os que passava por acontecimentos intermediários. Também se inspirava em personagens históricas aos que admirava ou em conhecidos arquétipos de herói que proporcionam as mitologias grega, romana ou celta.
A primeira fase do seu trabalho consistia num estudo prévio que costumava fazer consultando enciclopédias e procurando bibliografia. Posteriormente visitava bibliotecas e arquivos para ler obras com as que aprofundar na história e vida quotidiana da época onde ambientava a sua obra. O seu grande sentido do detalhe possibilitou-lhe dar um grande realismo às descrições que aparecem nos seus livros. A estes detalhes dedicava muita atenção e tentava que fossem o mais fiéis possíveis, o que lhe permitia ficar em contacto com especialistas em diversos campos para se ilustrar quando necessário.

### Estilo literário

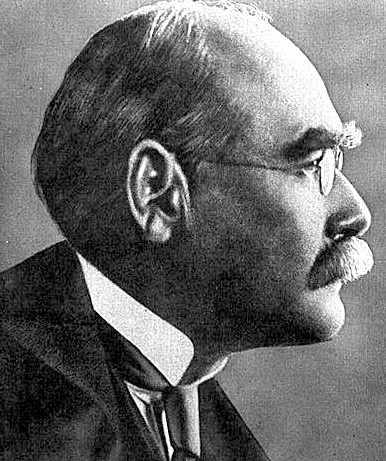
Rudyard Kipling. As obras deste escritor britânico exerceram uma importante influência em Rosemary Sutcliff.

Uma das características do seu estilo foi o conceito que aos leitores jovens é ncessário dirigir-se de forma clara e directa, e não como se o autor fosse um pai, ou um mestre. Por este motivo os seus livros, ainda que são considerados como literatura juvenil, têm sido apreciados por leitores de todas as idades e era habitual a sua afirmação de que escrevia livros para meninos entre nove e noventa anos.
Geralmente escrevia em terceira pessoa com alguma excepção como a sua obra Sword at Sunset, na que utiliza a primeira. A maioria das suas histórias estão relatadas desde o ponto de vista das personagens masculinas e Rosemary chegou a afirmar que lhe resultava difícil descrever as coisas desde a perspectiva feminina.
O estilo de Rosemary Sutcliff dirige-se mais a contar a história que a descrever e ela se definia a si mesma como uma espécie de «jugular». Ao mesmo tempo, a sua narrativa sempre tem manifestado uma grande habilidade para a criação de momentos nos que sucedem mudanças dramáticas e desafiantes.
As obras do Nobel britânico Rudyard Kipling exerceram em seu estilo uma notável influência, em especial O livro da selva, Kim e Os contos de assim foi. De facto, Rosemary publicou em 1960 um ensaio sobre este autor com o título Rudyard Kipling – A Monograph.

### Temática das suas obras

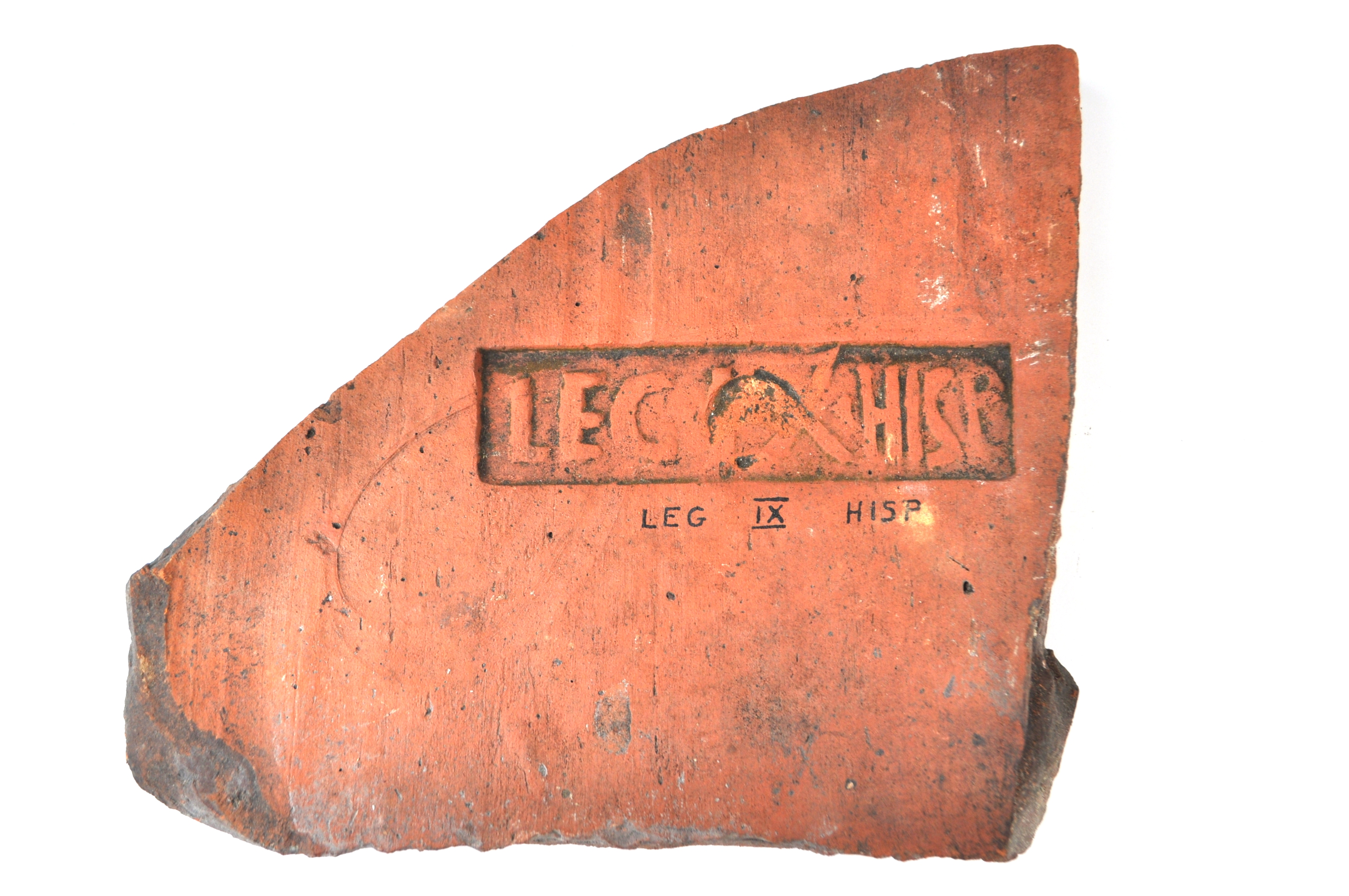
Selo da Legio IX Hispana encontrado em Caerleon, (Inglaterra). A época romana de Grã-Bretanha foi a favorita de Rosemary Sutcliff para ambientar as suas novelas.

As suas obras foram majoritariamente romances históricos e em menor medida ensaios, além de uma autobiografia. A época sobre a que Sutcliff mais gostava de escrever era a de Britânia durante o Império romano e período posterior, depois da retirada romana da ilha e as invasões saxônicas. Não gostava de escrever obras ambientadas na Idade Média já que, apesar de que lhe interessava bastante, considerava que esta época histórica tinha estado demasiado impregnada pela religião e que esta afectava demasiado a todos os aspectos da vida.
No citado período pós-romano da Grã-Bretanha também se pode demarcar a busca do Artur histórico, tema que lhe apaixonava e que foi a base para vários dos seus livros. Também reescreveu várias lendas conhecidas, tais como Beowulf, para as tornar mais acessíveis aos leitores de menor idade.
Os personagens de muitos dos seus livros foram pessoas jovens, majoritariamente masculinos, de quem a lealdade, a amizade e a camaradagem formam uma parte importante dos seus relatos. Em boa parte das suas obras seus protagonistas vêem-se obrigados a escolher entre diferentes caminhos e lealdades, bem como com a necessidade de conciliar ideias e valores sustentados no passado, com uma situação real à que se enfrentam no presente. Igualmente, é habitual a fina exposição que a autora faz das diferentes e particulares visões que têm estes personagens sobre o bem e o mal. Outro tema recorrente num bom número das suas novelas foi a relação das pessoas com os animais, particularmente cavalos e cães. Também é normal o aparecimento de amuletos ou objectos com algum significado especial — preferencialmente com elementos de plantas, pássaros ou animais míticos — que costumam estabelecer conexões entre diferentes histórias através do tempo.

## Reconhecimentos
Rosemary Sutcliff recebeu vários reconhecimentos em vida e a título póstumo. Quiçá os mais importantes foram as suas nomeações como oficial da Ordem do Império Britânico em 1975 e comandante da mesma ordem em 1992, no ano da sua morte. Também alguns dos seus livros foram seleccionados em vários prémios de literatura juvenil, tanto incluídos entre os finalistas como pela obtenção.  Em ordem cronológica, seus reconhecimentos foram os seguintes:
| Ano  | Reconhecimento |
| ---- | --- |
| 1946 | É nomeada membro da Royal Society of Miniature Painters.                                                                      |
| 1954 | Sua obra The Eagle of the Ninth (A águia da nona legião) foi seleccionada como candidata à medalha Carnegie (Reino Unido).    |
| 1956 | Sua obra The Sield Ring foi seleccionada como candidata à medalha Carnegie (Reino Unido).                                     |
| 1957 | Sua obra Silver Branch foi seleccionada como candidata à medalha Carnegie (Reino Unido).                                      |
| 1959 | Sua obra The Lantern Bearers foi galardoada com a medalha Carnegie (Reino Unido).                                             |
| 1971 | Sua obra Tristan and Iseult foi seleccionada como candidata à medalha Carnegie (Reino Unido).                                 |
| 1971 | Sua obra The Chronicles of Robin Hood foi galardoada com o prémio Zilveren Griffel (Holanda).                                 |
| 1972 | Sua obra Tristan and Iseult foi galardoada com o prémio Boston Globe–Horn Book (Estados Unidos).                              |
| 1974 | Finalista como autora nos prémios Hans Christian Andersen.                                                                    |
| 1975 | É nomeada Oficial da Ordem do Império Britânico.                                                                              |
| 1978 | Sua obra Song for a Dark Queen foi galardoada com o prémio The Other Award (Reino Unido).                                     |
| 1982 | É nomeada membro da Royal Society of Literature.                                                                              |
| 1985 | Sua obra The Mark of The Horse Lord foi galardoada com o prêmio The Phoenix Children's Book Award (Estados Unidos).           |
| 1992 | É nomeada Comandante da Ordem do Império Britânico.                                                                           |
| 2008 | É seleccionada pelo diário The Times entre os 50 melhores escritores britânicos depois da II Guerra Mundial (no posto nº 49). |
| 2010 | Sua obra The Shining Company foi galardoada com o prêmio The Phoenix Children's Book Award (Estados Unidos).                  |

## Obra literária

### Novelas

#### Série «A águia»
Depois do sucesso de The Eagle of the Ninth, Sutcliff escreveu várias novelas mais com o comum denominador de que seus protagonistas são descendentes de Marco Flavio Aquila, figura principal da primeira. Estas obras estão ambientadas em momentos posteriores e o horizonte temporário da série chega até à definitiva fusão da prévia população romano-britana com os novos habitantes anglo-saxões. Em ocasiões define-se-lhe como uma trilogia formada por The Eagle of the Ninth, The Silver Branch e The Lantern Bearers ainda que também se podem incluir nesta série outros livros mais. Ordenadas pelo momento no que tem lugar a trama, estas obras são as seguintes:
| Ano  | Título original        | Título da tradução em português | Resumo |
| ---- | ---------------------- | ------------------------------- | --- |
| 1954 | The Eagle of the Ninth | (sem edição em português)       | Narra as aventuras de Marco Flavio Aquila, comandante de uma consorte legionária em Britânia quem depois de ser ferido retira-se a casa de um familiar. Durante seu convalecencia recebe informação sobre o possível paradeiro do estandarte da nona legião que desapareceu ao norte do muro de Adriano enquanto era comandada por seu pai. Junto a Esca —um escravo alforria— decide partir ao norte para procurá-la e reabilitar a memória de seu pai. |
| 1980 | Frontier Wolf          | (sem edição em português)       | As aventuras de Alexios Flavio Aquila quem, depois de um incidente na fronteira germano, é degradado à Britânia de mediados do século IV para comandar um destacamento entre o muro de Adriano e o já desaparecido muralha de Antonino. As tropas a seu comando são rudes soldados médio selvagens conhecidos como «os lobos da fronteira». Alexios deverá fazer-se um lugar entre eles bem como conseguir novos amigos e aliados.                       |
| 1957 | The Silver Branch      | (sem edição em português)       | Durante a última etapa romana de Britânia, Carausio, um auto-proclamado imperador, luta contra as primeiras invasões saxão e por manter o que fica da civilização romana na ilha. Carausio é assassinado depois de uma conspiração e dois seguidores seus, Justino e Flavio, partem ao exílio para ser destinados a um longínquo posto fronteiriço onde organizam um grupo de resistência.                                                               |
| 1959 | The Lantern Bearers    | (sem edição em português)       | Século V, cem anos após a história relatada em The Silver Branch. As legiões abandonam definitivamente Britânia e Aquila, um chefe da cavalaria, deserta para ficar na ilha. Seu lar é destruído pelos sajones e ele esclavizado. Consegue escapar e une-se a Ambrosio, um líder que aglutina a resistência britana contra a invasão sajona. |
| 1961 | Dawn Wind              | (sem edição em português)       | Owain, de catorze anos e descendente de uma família romano-britana é o único sobrevivente de um ataque viquingue. Depois de fugir, encontra refúgio num assentamento sajón onde após anos de vivências junto a eles experimenta entendimento, amizade e inclusive lealdade para os que, no passado, foram inimigos de sua família. |

#### Série sobre o rei Artur
A lenda de Artur foi um tema que apaixonou Rosemary Sutcliff desde menina. Sem chegar a ler nenhuma obra que apresentasse Artur como um líder dos anos escuros pós-romanos em Britania, chegou à conclusão de que por trás desta lenda se encontrava a história de uma pessoa real que ela reconstruiu sobre a base dos seus conhecimentos sobre esses momentos da história da Britânia. O primeiro livro sobre esta temática foi Sword at Sunset, considerado por alguns como uma das suas melhores novelas. Continuou com esta matéria artúrica com três trabalhos posteriores nos que, em lugar do aspecto histórico, se centrou no lado legendário.
| Ano  | Título original             | Título da tradução em português | Resumo |
| ---- | --------------------------- | ------------------------------- | --- |
| 1963 | Sword at Sunset             | (sem edição em português)       | Esta é uma obra que costuma ser qualificada dentro das obras para adultos devido à descrição que se faz nela das brigas e batalhas. A acção inicia-se pouco depois de terminar a narrada em The Lantern Bearers. O protagonista é Artos quem aglutina a um grupo de combatentes de caballería romanos e britanos com o fim de lutar contra os invasores sajones e seus aliados no interior da ilha. Para isso desenvolve uma raça de cavalos mais altos e fortes que os que usavam anteriormente os britanos. |
| 1979 | The Light Beyond the Forest | (sem edição em português)       | Nesta obra Sutcliff afasta-se do Artur histórico e leva o leitor a um mundo legendário onde se desenvolve a busca do Santo Graal. Narra a sua busca pelo rei Artur e os seus cavaleiros: Sir Lancelot, Sir Galahad, Sir Bors e Sir Percival. Também aparece na história a rainha Genebra e sua relação com Lancelot. |
| 1979 | The Sword and the Circle    | (sem edição em português)       | Este livro é uma continuação de The Light Beyond the Forest. Sutcliff volta-se a submergir num mundo legendario onde a honra vale mais que a vida. Apresenta às vivências e aventuras dos caballeros da mesa redonda bem como a damiselas em apuros e feiticeiras subtis. |
| 1981 | The Road to Camlann         | (sem edição em português)       | Este é a faz final da série e nela Sutcliff relata o final da lenda. Mordred, o filho ilegítimo de Artur intriga contra seu pai desatando os acontecimentos que conduzem à última batalha dos caballeros da mesa redonda em Camlann, onde tanto Artur como Mordred encontram a morte. |

#### Adaptação de lendas clássicas
Sutcliff dedicou várias das suas obras a reescrever lendas clássicas, tanto celtas e nórdicas como gregas. De fato, o seu primeiro livro publicado foi uma adaptação da lenda de Robin Hood. Em suas adaptações tentou atualizar a linguagem e adaptá-lo a um público juvenil ao mesmo tempo que polia, na medida do possível, os elementos mais fantásticos para dar um enfoque mais realista às histórias.
| Ano  | Título original                 | Título da tradução em português | Resumo |
| ---- | ------------------------------- | ------------------------------- | --- |
| 1950 | The Chronicles of Robin Hood    | (sem edição em português)       | O livro versa sobre as aventuras de Robert de Locksley e sua conversão em Robin Hood. É uma reinterpretação desta conhecida lenda inglesa mas escrita num estilo muito realista sem cair numa excessiva glorificación da personagem que fá-lo-ia menos real. Compõe-se de várias histórias: a formação do grupo de proscritos que aglutina Robin e várias de suas aventuras; a luta por conseguir o amor de Marian; o encontro com o nobre Sir Richard quem ajuda-lhes e acaba unindo-se a eles; a amnistia que recebem do rei Ricardo Coração de León e a posterior luta contra seu sucessor João; a luta contra Guy de Gisborne e finalmente a morte de Robin. |
| 1961 | Dragon Slayer. Story of Beowulf | (sem edição em português)       | A lenda anglo-saxã de Beowulf é reescrita por Sutcliff. Narra as aventuras de Beowulf e um grupo de guerreiros que ajudam o rei dinamarquês Rodogário/Hrothgar no século VI. O guerreiro tem de lutar contra vários monstros: Grendel o jotun, a mãe deste e finalmente, com a ajuda do guerreiro Wiglaf consegue derrotar um dragão. |
| 1963 | The Hound of Ulster             | (sem edição em português)       | Nesta obra, a autora reescribe a lenda de Cúchulainn, um herói mitológico dos celtas quem é mais que um homem e menos que um deus. Foi uma obra que não recebeu boas críticas. O jovem Cúchulainn procura converter-se num grande guerreiro, que seus homens lhe sigam até o fim do mundo e que seus inimigos se estremeçam ante sua chegada. |
| 1967 | The High Deeds of Finn MacCool  | (sem edição em português)       | Uma versão pessoal da escritora sobre a lenda celta do Finn McCool à que Sutcliff tira uma boa parte dos elementos fantásticos. A mãe de Finn foge com sua bebe depois da morte em batalha de seu marido, o líder dos guerreiros Fianna. Finn cresce oculto enquanto aprende a ser um bom lutador e líder. Quando é maior, regressa para reclamar ao rei o lugar que ocupou seu pai como chefe dos Fianna. O rei põe-no a prova encarregando-lhe uma missão perigosa. |
| 1971 | Tristan and Iseult              | (sem edição em português)       | Nesta obra, Sutcliff reconstrui a lenda de Tristán e Isolda alterada em alguns aspectos que a autora considerava demasiado artificiais ao mesmo tempo que eliminou detalhes sem importância. A trama baseia-se no triângulo amoroso entre Isolda, seu marido o rei Marc de Cornualles e o guerreiro Tristán dentro de um marco repleto de aventuras e adversidades. |
| 1993 | Black Ships before Troy         | Naves negras ante Troya         | Neste livro a autora reescribe a lenda de Iliada centrando nas figuras de Aquiles e Heitor e refazendo vários momentos significativos da obra. Dota aos bandos enfrentados de um comportamento nobre sem evitar o detalhe dos aspectos mais negativos da guerra. |
| 1995 | The Wanderings of Odysseus      | (sem edição em português)       | Aqui Sutcliff reescribe também a continuação da Iliada, a Odisseia. Mediante a utilização de uma linguagem formal mas compreensível ao público juvenil, desenvolve alguns dos episódios mais reduzidos da obra e pule o papel de Telémaco centrando em seus elementos essenciais. |

#### Outras obras ambientadas nas ilhas britânicas
A grande maioria das novelas históricas de Rosemary Sutcliff estão ambientadas nas ilhas britânicas, principalmente em Grã-Bretanha e em menor medida em Irlanda. Suas tramas desenvolvem-se em vários períodos históricos entre os que sobressaem a pré-história e a época romana.

##### Pré-história
Sutcliff escreveu cinco novelas ambientadas no período pré-histórico das ilhas. São obras nas que elementos das antigas religiões e as superstições ocupam um lugar importante. Igualmente, como em muitos dos seus livros, os protagonistas têm que enfrentar adversidades e conseguir sobrepô-las.
| Ano  | Título original       | Título da tradução em português | Resumo |
| ---- | --------------------- | ------------------------------- | --- |
| 1957 | Warrior Scarlet       | (sem edição em português)       | A história de Drem, um rapaz que nasceu com o braço direito inutilizado. O protagonista tem de ganhar o seu lugar como caçador na sua tribo e o respeito de seus membros. Para isso deve ser capaz de caçar por si mesmo um lobo. |
| 1967 | The Chief's Daughter  | (sem edição em português)       | Uma tribo irlandesa captura um menino durante um ataque de saque que finalmente fracassa. O menino permanece prisioneiro da tribo durante um tempo e Nessan, a filha do chefe, acaba tornando-se amiga dele. Quando a tribo decide oferecer o jovem cativo como sacrifício para a sua deusa «a Mãe Negra», Nessan o liberta, apesar do risco de ser ela quem finalmente tenha de morrer no altar. |
| 1977 | Sun Horse, Moon Horse | (sem edição em português)       | Para esta obra a autora inspirou-se no Cavalo Branco de Uffington e nele desenvolve uma história sobre sua origem. O protagonista é Lubrin Dhu, filho de um chefe tribal e apaixonado pela pintura. Depois da conquista de seu povoado por invasores chegados do sul, faz com o seu líder o cavalo, enquanto tenta salvar a sua tribo.                                                            |
| 1977 | Shifting Sands        | (sem edição em português)       | Na Grã-Bretanha pré-histórica, uma menina chamada Blue Feather é prometida com doze anos como esposa do chefe da tribo, que os seus membros consideram uma pessoa sagrada mas cruel. |
| 1974 | The Changeling        | (sem edição em português)       | A mulher do chefe na tribo dos Epidii acaba de ter um menino. É o sétimo que nasce na casa do líder. O «pequeno povo negro» não vive longe e seus membros têm o costume de sacrificar meninos a seus deuses. Para isso, às vezes roubam aos Epidii algum menino que tenha sido o sétimo em nascer dentro de uma casa e deixam em seu lugar a um dos seus.                                         |

##### Período romano
O período romano foi para Sutcliff a principal época onde ambientar as suas novelas e na que se sentia mais confortável escrevendo. Aparte de cinco livros englobados na série denominada «A Águia», escreveu outras sete obras cujas histórias sucedem dentro desses séculos. Seus protagonistas são tanto romanos como nativos britânicos.
| Ano  | Título original            | Título da tradução em português | Resumo |
| ---- | -------------------------- | ------------------------------- | --- |
| 1955 | Outcast                    | (sem edição em português)       | Narra a história de Beric, um menino conseguiu sobreviver ao naufrágio de um navio romano junto à costa da Britânia. O protagonista foi adoptado por um britano mas o druida da aldeia opôs que o menino estava maldito e que traria a desgraça. Quando cumpre 16 anos é desterrado e sua vida a partir de então é uma sucessão de desgraças às que Beric se vai sobreponiendo.                                                |
| 1959 | The Bridge Builders        | (sem edição em português)       | Trata-se de uma novela curta cuja trama desenvolve-se durante a construção do muro de Adriano na Britânia romana. |
| 1965 | The Mark of the Horse Lord | (sem edição em português)       | Fredo é um gladiador que consegue ganhar sua liberdade com 21 anos e espera passar o resto de sua vida com comodidade. Encontra a um grupo de personagens cujo chefe, Liadhan, é um príncipe caledônio derrocado por sua própria mãe e que tem um extraordinário parecido físico com Fredo. O antigo gladiador aceita o repto de fazer-se passar pelo príncipe e dirige-se a Escócia para tentar derrocar a rainha.            |
| 1968 | A Circlet of Oak Leaves    | (sem edição em português)       | Numa taberna britana, um grupo de soldados burla-se de Aracos, um auxiliar de caballería. Um homem trata de acalmar a situação e dessa maneira vai conhecendo a história do auxiliar e sua actuação durante uma batalha contra os pictos no norte de Grã-Bretanha. |
| 1973 | The Capricorn Bracelet     | (sem edição em português)       | É uma série de 6 histórias curtas que cobrem a história da Britania romana desde a rebelião de Boudica até o abandono da ilha pelas legiones. O nexo de união entre elas é que estão protagonizadas por membros de diferentes gerações de uma família britano-romana. Estas gerações estão unidas por um brazalete que primeiramente recebe Lucio, um centurión romano e que vai se transmitindo através de seus descendentes. |
| 1978 | Song for a Dark Queen      | (sem edição em português)       | O protagonista da obra é Cadwan, um servente de Boudica a quem, de menina, presenteou uma espada de madeira e lhe compôs uma canção. Boudica de maior liderará a maior rebelião que sofreram os romanos durante a conquista da ilha. As cartas de Agrícola, seu inimigo romano, complementam o relato de Cadwan sobre estes convulsos anos em Britânia.                                                                        |
| 1981 | Eagle's Egg                | (sem edição em português)       | O protagonista é Quinto, o jovem portaestandarte da nona legión assentada em York durante os tempos de Agrícola. O romano apaixona-se de uma jovem britana telefonema Cordella mas para poder casar-se com ela precisa ser promovido ao posto de centurião. A ocasião apresenta-se-lhe a Quinto quando se inicia uma rebelião entre os legionarios.                                                                            |

##### Período anglo-saxão
Foram escassas as obras ambientadas na Alta Idade Média durante o período anglo-saxão. Aparte dos seus livros com temática artúrica, Sutcliff escreveu outras duas novelas. Unicamente numa delas, o protagonista pertence aos povos invasores anglo-saxões.
| Ano  | Título original     | Título da tradução em português | Resumo |
| ---- | ------------------- | ------------------------------- | --- |
| 1990 | The Shining Company | (sem edição em português)       | A obra está baseada no Y Gododdin, o poema épico mais antigo conservado do norte de Grã-Bretanha. No ano 600 um rei escocês envia um contingente de 300 guerreiros desde a actual Edinburgo a lutar contra os assentamentos anglo-saxãos situados ao sul de seu território. Só uns poucos escoceses conseguem sobreviver e um deles, um escudero, desgrana suas lembranças anos depois desde Constantinopla.                                             |
| 1997 | Sword Song          | (sem edição em português)       | Esta foi a última obra publicada da autora. Encontrou-se como esquema entre seus papéis. Narra as peripecias de um adolescente chamado Bjarni Sigurdson quem é desterrado de sua comunidade por matar acidentalmente a um sacerdote. Bjarni converte-se num soldado de fortuna que luta no território de Dublín e em várias ilhas do noroeste de Grã-Bretanha. Acompanha-lhe sempre um cão fiel e em suas aventuras conhece a várias mulheres poderosas. |

##### Período normando
A Idade Média não foi um período no que a Sutcliff gostasse ambientar as suas novelas. Só três delas se desenvolvem na Plena Idade Média durante o período da invasão normanda. Em nenhuma delas, os protagonistas pertencem aos invasores chegados da França senão que são membros dos povos que habitavam a ilha.
| Ano  | Título original  | Título da tradução em português | Resumo |
| ---- | ---------------- | ------------------------------- | --- |
| 1956 | The Shield Ring  | (sem edição em português)       | A acção desenvolve-se durante os primeiros anos da conquista. No marco do ataque normando contra um grupo de viquingues no norte da ilha, a novela narra as aventuras da jovem sajona Frytha quem consegue escapar e conhecer a Biorno, um jovem viquingue pertencente a um clã que resiste num vale escondido contra os normandos. |
| 1960 | Knight's Fee     | (sem edição em português)       | O protagonista é Randal um jovem inglês que se converte no escudero de um nobre durante sua trajectória nos territórios normandos de Inglaterra e França. Finalmente, seu senhor morre numa batalha entre os sucessores de Guillerme I de Inglaterra mas premeia a dedicação de Randall transmitindo-lhe seu título nobiliario.     |
| 1970 | The Witch's Brat | (sem edição em português)       | O protagonista desta história é Lovel, um jovem importunado que possui faculdades curativas e que foi expulso de sua aldeia quando sua avó morreu. A trama desenvolve-se no ambiente dos monasterios ingleses do século XII. |

##### Século XVI
No século XVI Rosemary Sutcliff ambientou quatro das suas novelas, todas elas escritas durante a década de 1950. Uma das obras sucede durante o reinado de Henrique VIII e três no posterior governo da sua filha Isabel I. De fato, a segunda novela que a autora conseguiu publicar foi The Queen Elizabeth Story em 1950.
| Ano  | Título original           | Título da tradução em português | Resumo |
| ---- | ------------------------- | ------------------------------- | --- |
| 1951 | The Armourer's House      | (sem edição em português)       | A acção desenvolve-se no Londres do século XVI baixo o reinado de Henrique VIII. Narra as peripecias de Tamsyn Caunter, originario de Devon, que chega à cidade para viver com a família de seu tio, um artesão armero. Depois da marcha de sua primo para converter-se em marinheiro, ele deve ficar como aprendiz na oficina.               |
| 1950 | The Queen Elizabeth Story | (sem edição em português)       | A protagonista desta história é Perdita, uma jovem inglesa que vive durante o reinado de Isabel I e cujo maior desejo é ver e tocar à rainha. A obra é uma descrição da Inglaterra dessa época através das vivências e aventuras de Perdita e seu amigo Adam.                                                                                 |
| 1952 | Brother Dustyfeet         | (sem edição em português)       | O protagonista desta história ambientada na Inglaterra de Isabel I é Hugh Copplestone, um menino de Cornualles que é jogado de sua casa por sua tia. Hugh e seu cão Argos unem-se a um grupo de actores junto a viajam-nos de cidade em cidade até que se encontra com um antigo conhecido de seu pai quem lhe oferece uma nova oportunidade. |
| 1957 | Lady in Waiting           | (sem edição em português)       | Esta é a primeira novela de Sutcliff dirigida a um público adulto. A protagonista é Bess Throckmorton, esposa de Walter Raleigh, um destacado marinho e político inglês baixo o reinado de Isabel I e Jacobo I. Bess é a que fica em casa enquanto seu marido vive um sinfín de peripecias.                                                   |

##### Século XVII
Durante boa parte do século XVII a Inglaterra e a Escócia viram-se sacudidas por uma série de conflitos internos por causa da luta entre a monarquia e o parlamento bem como devido à coexistência de diferentes confissões cristãs. A autora ambientou três de seus livros nesta época. Dois durante as guerras civis e o terceiro sobre um líder escocês durante o convulso reinado de Jacobo I.
| Ano  | Título original              | Título da tradução em português | Resumo |
| ---- | ---------------------------- | ------------------------------- | --- |
| 1953 | Simon                        | (sem edição em português)       | Simon é o filho de um granjeiro puritano. Seu amigo Amias é filho de um doutor seguidor realista. Quando estoira a guerra Civil Inglesa a cada um deles se une a um bando diferente. A obra segue as vivências de Simon através de batalhas, feridas e os sentimentos para os de seu bando. Finalmente ambos se acabam encontrando e põem a prova sua amizade e capacidade para perdoar. |
| 1959 | The Rider of the White Horse | (sem edição em português)       | Os protagonistas são Thomas Fairfax, um nobre inglês geral durante a revolução inglesa e sua esposa Anne. Através de suas vivências a autora efectua um detalhado retrato da guerra civil que enfrentou a realistas e parlamentaristas na Inglaterra do século XVII. |
| 1983 | Bonnie Dundee                | (sem edição em português)       | Bonnie Dundee é John Graham, I vice-conde de Dundee. A obra descreve as peripecias deste nobre escocês através das vivências e aventuras de Hugh Herriot. Hugh converte-se num de seus mais fiéis seguidores, tanto em seu período lutando contra os Covenanters como posteriormente em sua faceta de líder dos clãs escoceses favoráveis a Jaime II.                                    |

##### Outros períodos
| Ano  | Título original        | Título da tradução em português | Resumo |
| ---- | ---------------------- | ------------------------------- | --- |
| 1975 | We Lived in Drumfyvie  | (sem edição em português)       | Histórias que ocorrem num povo escocês ao longo de 700 anos. Histórias sobre seu castelo; seu taberna; batalhas sucedidas em seu arredores; ricos comerciantes de cera; caças de bruxas e devastaciones por pragas. |
| 1986 | Flame-Coloured Taffeta | (sem edição em português)       | A história situa-se no século XIX e discurre numa pequena comunidade da costa de Sussex onde o contrabando faz parte da vida normal. Os jovens Damaris e Peter vêem-se envolvidos em várias aventuras na que tem um grande protagonismo Tom Wildgoose, uma misteriosa personagem que um dia encontram ferido e ao que ajudam a se curar. |

#### Ambientadas em outros palcos
Rosemary Sutcliff escreveu muito poucas obras ambientadas fora das ilhas britânicas. Só quatro das suas novelas históricas têm palcos diferentes. Três delas estão ambientadas na Grécia durante diferentes períodos e a quarta no império turco; esta última, com tudo, está baseada nas aventuras de um soldado escocês.
| Ano  | Título original                                                           | Título da tradução em português | Resumo |
| ---- | ------------------------------------------------------------------------- | ------------------------------- | --- |
| 1965 | The Flowers of Adonis                                                     | (sem edição em português)       | Ambientada na guerra do Peloponeso durante o século V a.C., A trama desta obra é a carreira do ateniense Alcibíades que é descrita principalmente através das vivências de uma série de personagens menores tais como um marinheiro, um soldado, uma rainha de Esparta ou uma jovem escrava de quem o herói se apaixona.                                                                                        |
| 1971 | The Truce of Games (também editado com o título:) The Crown of Wild Olive | (sem edição em português)       | Os acontecimentos desta novela ocorrem durante o período denominado clássico da história de Grécia. Durante uns jogos olímpicos, um jovem atleta ateniense faz amizade com outro atleta espartano. Atenas e Esparta estão em guerra, ainda que nesses momentos encontra-se interrompida por uma trégua que acabará quando finalize a olimpiada.                                                                 |
| 1976 | Blood Feud                                                                | (sem edição em português)       | A trama desenvolve-se no Império bizantino durante o século X. A história se marca na época das viagens viquingues desse período e o Império bizantino. O protagonista é Justyn, um órfão inglês quem segue a seu maestro Thormond numa viagem através do Báltico e rios europeus até Constantinopla com o fim de perseguir aos autores da morte de seu pai.                                                    |
| 1987 | Blood and Sand                                                            | (sem edição em português)       | A acção desenvolve-se dentro do Império turco durante o século XIX. Narra a história baseada em factos reais de Thomas Keith, um soldado escocês que foi feito prisioneiro pelos turcos em 1807. A trama desenvolve as vivências de Thomas, seu estudo do árabe e do Corán, sua conversão ao Islão, sua posterior carreira como membro do Exército turco bem como nomeação como emir da cidade santa de Medina. |

### Contos ilustrados
Além de magnífica escritora, Sutcliff também tinha uma notável habilidade como desenhista. A autora combinou ambas facetas em vários contos ilustrados de temática infantil mas com um grande conteúdo simbólico.
| Ano  | Título original                 | Título da tradução em português | Resumo |
| ---- | ------------------------------- | ------------------------------- | --- |
| 1986 | The Roundabout Horse            | (sem edição em português)       | Conto sobre um cavalo de tiovivo muito especial e as aventuras que uma menina chamada Jenny experimenta quando monta nele. |
| 1987 | A Little Dog Like You           | (sem edição em português)       | A profundidade do livro é a diferença entre os anos de vida de um cão e de uma pessoa. Sutcliff resolve esta problema mediante a reencarnação do cão num peluche. |
| 1989 | Little Hound Found              | (sem edição em português)       | Um cão abandonado é recolhido por uma família que o leva a sua casa. Nela já vivem outros dois cães desde faz tempo pelo que o recém chegado deverá se abrir um espaço em seu novo lar. |
| 1993 | The Minstrel and the Dragon Pup | (sem edição em português)       | Um trovador medieval encontra um ovo de dragão varado na praia. Depois de nascer, o trovador cuida-o e educa conseguindo fazer dele um dragão com um bom coração. O animal é sequestrado e acaba enjaulado para diversão do rei. Então, o trovador tenta conseguir o favor do monarca para libertá-lo. |
| 1993 | Chess-dream in the Garden       | (sem edição em português)       | Fábula com reminiscências artúricas. A história desenvolve-se num jardim onde vivem umas figuras de xadrez que enquanto têm um animal de companhia, sonham com outro bem diferente. De repente, o jardim vê-se invadido por uma estranha horda de invasores.                                           |

### Ensaios
Aparte das suas obras de ficção, Sutcliff também escreveu alguns ensaios que representam uma pequena parte de sua produção literária. O mais conhecido deles foi seu autobiografia titulada Blue Remembered Hills.
| Ano  | Título original       | Título da tradução em português | Resumo |
| ---- | --------------------- | ------------------------------- | --- |
| 1960 | Rudyard Kipling       | (sem edição em português)       | Nesta obra, Rosemary Sutcliff realiza um ensaio sobre a vida e obra deste escritor britânico que resultou ser uma de seus mais notáveis influências. |
| 1963 | Blue Remembered Hills | (sem edição em português)       | A obra é uma autobiografía que abarca os primeiros 25 anos de sua vida. Narra nela as mudanças de residência durante sua infância, a relação com seus pais, a solidão do isolamento em sua casa, sua educação e primeiro trabalho de desenhista, sua conversão como escritora bem como a estranha relação amorosa que teve com um ex militar.                                                                                               |
| 1965 | Heroes and History    | (sem edição em português)       | Neste livro, Sutcliff detalha a história de dez heróis de Grã-Bretanha baseando nos factos contrastados e «limpando» suas histórias dos factos legendários. Igualmente, faz uma análise das diversas fontes que proporcionam a informação a respeito dos mesmos. As personagens tratadas na obra são: Artur, Robin Hood, Robert the Bruce, Carataco, Herevardo o Vigilante, Llewelin, William Wallace, Owain Glyndŵr e marquês de Montrose. |
| 1965 | A Saxon Settler       | (sem edição em português)       | Neste ensaio a autora descreve como pôde ser um dos primeiros estabelecimentos em Inglaterra por parte de alguma tribo sajona. |
| 1978 | Is Anyone There?      | (sem edição em português)       | Colaboração junto a outros autores num livro com artigos sobre os problemas emocionais e as causas de suicídio entre os jovens. |